# Eisbären Bremerhaven
Die Eisbären Bremerhaven sind eine Basketballmannschaft aus Bremerhaven.

## Vereinsentwicklung

### Vorgeschichte
Der OSC Bremerhaven spielte zuvor von der Saison 1981/82 bis zur Saison 1985/86 in der 2. Basketball-Bundesliga und gewann in der Saison 1985/86 die Aufstiegsrunde der Nordstaffel der 2. Basketball-Bundesliga. Mit dem US-Amerikaner Cliff Windham, der mit 33,5 Punkten je Begegnung bester Korbschütze der Liga war, verfügte man über einen überragenden Einzelspieler, auch der Deutschamerikaner Hans Wichary, Hartmut Ortmann, Carsten Weerts, Jörg Schäffken und Rolf Niehus gehörten zu den Leistungsträgern der Meistermannschaft. Weil die Finanzierung der Saison nicht sichergestellt werden konnte, verzichtete man jedoch auf die Teilnahme an der Basketball-Bundesliga und zog sich in die Landesliga zurück.
Die Stamm-Spielgemeinschaft BSG Bremerhaven wurde im März 1991 aus den Basketballabteilungen des OSC Bremerhaven und des SFL Bremerhaven gebildet. Der SFL brachte rund 100 und der OSC 45 Mitglieder ein. Die gemeinsame Herrenmannschaft trat damals in der Bezirksoberliga an. 1993 gelang der Aufstieg in die Oberliga, zur Meistermannschaft von Trainer Jens Mahler zählte der spätere Profi Arne Woltmann. Der bisherige Spieler Thomas Becker wurde 1993 neuer Trainer. Mitte der 1990er Jahre trugen die BSG-Basketballer zeitweise den Spitznamen „Dragons“. Nach dem zwischenzeitlichen Abstieg kehrten die BSG-Herren 1995 in die Oberliga zurück, zu den Leistungsträgern dieser Zeit gehörte Carsten Weerts, der über Zweitliga-Erfahrung verfügte. In der Saison 1995/96 stieg man in die 2. Regionalliga auf und feierte zusätzlich den Sieg im Bremer Landespokal. Betreut wurde die Mannschaft in dieser Saison vom Trainergespann Thomas Becker/Ray Johnson. In der Vorbereitung auf die Saison 1996/97 in der 2. Regionalliga trat Stefan Kruso das Traineramt an, verstärkt wurde das Aufgebot durch die Bremerhaven-Rückkehrer Thomas Lahrs und Jens Köpp, welche in der Zwischenzeit beide in der Basketball-Bundesliga gespielt hatten. Im Frühjahr 1997 stand der Aufstieg in die 1. Regionalliga fest. Der beruflich als Lehrer eingespannte Kruso gab nach dem Erfolg das Traineramt ab, wurde aber Obmann der Mannschaft. Als hauptamtlicher Cheftrainer wurde der damals 35 Jahre alte US-Amerikaner Bernard „Bernie“ Miller aus Oxford im Bundesstaat Mississippi verpflichtet. Miller eilte bei seinem Wechsel nach Bremerhaven der Ruf voraus, bei seinen Mannschaften vor allem auf eine gute Verteidigungsarbeit zu setzen. Im Jahr 1997 wurde der Eisbär als Maskottchen der BSG-Basketballer erdacht, er erhielt den Namen Dunky, zudem wurde eine Variante des BSG-Wappens erstellt, das einen Eisbären in Basketballbekleidung zeigt, der einen Dunking ausführt. Miller verstärkte das Aufgebot mit seinen Landsmännern Chris Hollender und Sean Foote, als Neuling in der 1. Regionalliga kam man 1997/98 auf den fünften Platz.
In der Saison 1998/99 wurde die BSG Bremerhaven unter Trainer Bernie Miller als Meister der 1. Regionalliga Nord in die 2. Bundesliga auf. Im Mai 2000 zog sich Kruso als Obmann zurück, Nachfolger wurde Torsten Neuhoff. Nach sechs Spieltagen der Saison 2000/2001 wurde Miller wegen einer Niederlagenserie als Trainer entlassen. Thomas Lahrs und Viktor Frick führten die Geschicke vorübergehend als Trainergespann, im Januar 2001 wurde der Litauer Šarūnas Sakalauskas als neuer Cheftrainer eingestellt. Zu Jahresbeginn 2001 bestritt die Mannschaft erstmals ein Heimspiel in der Stadthalle Bremerhaven, das rund 2500 Zuschauer anzog. Vor der Saison 2002/03 kam Jan Rathjen als neuer Manager, Neuhoff kümmerte sich fortan um die Betreuung von Geldgebern.

### Bundesliga-Jahre
2003 gliederte man die 1. Herrenmannschaft der BSG Bremerhaven in die Eisbären Bremerhaven Marketing GmbH (EBM) aus, Jan Rathjen übernahm den Geschäftsführerposten. Die Spielgemeinschaft BSG Bremerhaven kooperiert heute mit den Eisbären Bremerhaven im Jugendbereich. Sakalauskas führte die Mannschaft 2005 zum Aufstieg in die Basketball-Bundesliga. Nach einem 80:65-Heimsieg vor 3450 Zuschauern in der ausverkauften Stadthalle gegen Essen stand der Aufstieg Anfang Mai 2005 fest. Neben dem US-Amerikaner William Fontleroy, dem Litauer Dainius Miliūnas, dem Deutsch-Israeli Alon Stein, dem Briten Tarick Johnson und dem Deutschen Axel Pleuger gehörten auch die Eigengewächse Lukas Dawidowski und Robert Tomaszek zu den Stammkräften der Aufstiegsmannschaft.
Im ersten Spieljahr nach dem Bundesliga-Aufstieg (2005/06) mischten die Eisbären vorne mit und beendeten die Punktrunde als Vierter. In den folgenden Playoffs schieden sie im Halbfinale gegen Alba Berlin aus. Sakalauskas wurde von Medienvertretern und seinen Kollegen als „Trainer des Jahres“ der Saison 2005/06 ausgezeichnet. Er hatte die Mannschaft auch ins Pokal-Halbfinale geführt. Mit Darren Fenn, Nick Jacobson, Brian Jones und Charles Judson Wallace lagen vier US-Amerikaner in dieser Saison in der Eisbären-Korbjägerliste auf den ersten vier Plätzen.
In der Saison 2006/07 standen die Eisbären in der Abschlusstabelle der Bundesliga-Punktrunde abermals auf dem vierten Rang, in den Playoffs war diesmal im Viertelfinale gegen Köln Endstation. Fünf Partien waren nötig, um den Sieger der Serie zu ermitteln. Erneut stand man im Pokal unter den besten Vier. 2007/08 mussten sich die Bremerhavener erneut im Playoff-Viertelfinale beugen (0:3 Spiele gegen Alba Berlin), im Pokal verlor man das Halbfinale und sicherte sich den dritten Platz.
In der Saison 2008/2009 mussten die Eisbären schwere Zeiten durchmachen. 15 Bundesliga-Spiele wurden in Folge verloren, man fand sich auf dem letzten Platz wieder. Anfang des Jahres 2009 trat Sakalauskas als Trainer zurück, sein Assistent und Landsmann Algirdas Milonas übernahm das Amt. Mit nur sieben Siegen und 27 Niederlagen landete man am Ende der Saison auf einem Abstiegsplatz. Doch aufgrund des Rückzugs der Giants Nördlingen und der Köln 99ers wurden zwei Wildcards von der Bundesliga ausgeschrieben und die Eisbären erhielten den Zuschlag. Damit konnten die Eisbären auch in der Saison 2009/10 in der obersten Deutschen Liga an den Start gehen. Das taten sie unter der Leitung von Douglas Spradley, der Mitte Mai 2009 als neuer Cheftrainer verpflichtet worden war.
Zur Saison 2013/2014 wurde der US-Amerikaner Calvin Oldham neuer Trainer der Eisbären Bremerhaven. Er folgte auf Douglas Spradley, der zuvor von 2009 bis 2013 diesen Posten bekleidet und die Mannschaft 2010 ins Halbfinale um die deutsche Meisterschaft sowie ins Finalturnier des Pokalwettbewerbs und 2011 ins Playoff-Viertelfinale geführt hatte. Unter Oldham beendeten die Eisbären die Spielzeit 2013/14 auf dem zwölften Rang und hatten keine Chance auf das Erreichen der Play-offs.
Mit Beginn der Saison 2014/15 wurde der Kader umgebaut, jedoch blieb der sportliche Erfolg erneut aus. Nach einer Reihe von Niederlagen und dem Abrutschen auf den 17. Platz wurde Oldham im Februar 2015 von seinen Aufgaben entbunden. Nachfolger wurde der Israeli Muli Katzurin, der zuvor schon Alba Berlin und die Skyliners Frankfurt in Deutschland betreut hatte. Katzurin wurde im November 2015 entlassen, sein Assistent Chris Harris übernahm vorübergehend das Amt, ehe im März 2016 Sebastian Machowski als neuer Cheftrainer verpflichtet wurde. Die Eisbären schlossen die Saison 2015/16 wie in der Vorsaison als Tabellenfünfzehnter ab.
In der Saison 2016/17 kam die Mannschaft mit einer Bilanz von zwölf Siegen und 20 Niederlagen auf den zwölften Tabellenrang. Anfang Mai 2017 kündigte Geschäftsführer Jan Rathjen nach 15-jähriger Tätigkeit in Bremerhaven seinen Abschied zum 30. Juni 2017 an. Nachfolger Rathjens wurde Arne Woltmann. Nach einem missglückten Saisonstart mit lediglich zwei Siegen aus den ersten 13 Spielen wurde Trainer Machowski von seinen Aufgaben entbunden. Nachfolger bis Saisonende wurde Geschäftsführer Arne Woltmann, der parallel weiterhin als Geschäftsführer der Eisbären fungieren wird. Im Januar 2018 gab Woltmann das Geschäftsführeramt an Wolfgang Grube ab, um sich auf die Traineraufgaben zu konzentrieren. Ab Sommer 2018 erhielt Grube in der Geschäftsführung Unterstützung durch seinen Sohn Mark sowie durch Marc Bergmann, der das Amt des stellvertretenden Geschäftsführers antrat.
Mit Hilfe des ehemaligen Trainer des OSC Bremerhaven, John Treloar, knüpfte Grube Kontakte zur in Florida ansässigen DME Sports Academy, mit der 2018 eine Kooperation vereinbart wurde und die als Gesellschafter in die Eisbären-Betreibergesellschaft einstieg. Zudem wurde Dan Panaggio, der Mitgründer der DME Sports Academy, ab September 2018 Sportdirektor der Eisbären. Am 12. Dezember 2018 wurde Cheftrainer Woltmann nach vier Niederlagen in Folge seines Amtes enthoben, Sportdirektor Panaggio übernahm das Traineramt. Unter Panaggio gelang die Wende jedoch nicht, die Eisbären blieben in allen elf Bundesliga-Spielen unter seiner Leitung sieglos, er legte Ende Februar 2019 das Traineramt nieder, sein Landsmann Michael Mai, der zuvor Co-Trainer gewesen war, wurde als Nachfolger eingesetzt. Panaggio blieb aber Sportdirektor. Am 9. Mai 2019 gab die Basketball-Bundesliga bekannt, dass den Eisbären keine Spielberechtigung für die Bundesligasaison 2019/20 erteilt wurde. Als Grund wurde seitens des Lizenzligaausschusses ein unzureichender Eigenkapitalnachweis angegeben. Die Eisbären-Geschäftsführung kündigte an, gegen die Entscheidung in Berufung zu gehen. Allerdings wurde das hinfällig, da die Eisbären am letzten Spieltag der Abstieg ereilte. Die Eisbären, die unter Trainer Mai vier ihrer letzten zehn Saisonspiele gewannen und den Klassenerhalt vor Augen hatten, verloren ihre letzte Partie gegen den Mitteldeutschen BC, während Abstiegskonkurrent Crailsheim Oldenburg schlug. Dadurch rutschte Bremerhaven am letzten Spieltag auf einen Abstiegsrang. Eisbären-Geschäftsführer Grube erhob anschließend gegen die Oldenburger den Vorwurf der Wettbewerbsverzerrung, da diese bei ihrer Niederlage gegen Crailsheim unter anderem Ergänzungsspieler zum Einsatz gebracht hatten.

### Seit 2019: Neubeginn in der 2. Liga
Nachdem die Zukunft der Eisbären im Anschluss an die Saison 2018/19 lange ungewiss schien, meldete die Mannschaftsleitung im Juli 2019, dass man dank der Zusage eines der Hauptgeldgeber Gewissheit über die wirtschaftlichen Rahmenbedingungen erhalten habe und sich für ein Antreten in der 2. Bundesliga ProA entschieden habe. Die sportliche Verantwortung für den Wiederbau wurde in die Hände von Michael Mai gelegt, der Anfang August 2019 einen neuen Dreijahresvertrag als Trainer unterzeichnete und zudem die Aufgaben des Sportlichen Leiters von Dan Panaggio übernahm. Auch auf der Führungsebene gab es im Sommer 2019 eine Veränderung: Der frühere Eisbären-Co-Trainer Stephan Völkel wurde Geschäftsführer und löste Grube ab, der das Amt zusätzlich zu seiner Tätigkeit als Gesellschafter innehatte. Schon Anfang September 2019 gab Völkel den Posten aus persönlichen Gründen wieder ab, Mitte des Monats übernahm der bisherige Nachwuchsleiter Nils Ruttmann die Geschäftsführung. Zu Beginn der Saison 2019/20 gewannen die Eisbären in der 2. Bundesliga ProA acht Spiele in Folge, ehe sie gegen Chemnitz erstmals unterlagen. Im November 2019 ließen die Eisbären die Zusammenarbeit mit den Cuxhaven Baskets wieder aufleben, die in der Vergangenheit bereits mit den Vorgängervereinen bestanden hatte, um Spielern Fördermöglichkeiten zu verschaffen und gemeinsam die Jugendarbeit voranzutreiben. Da die Saison 2019/20 bereits Mitte März wegen der Ausbreitung des Coronavirus SARS-CoV-2 abgebrochen wurde und die Eisbären zu diesem Zeitpunkt den zweiten Tabellenrang einnahmen, erhielten sie das sportliche Aufstiegsrecht in die Basketball-Bundesliga zugesprochen. Bester Bremerhavener Korbschütze des Spieljahres 2019/20 war der US-Amerikaner Kasey Hill (17,1 Punkte/Spiel), gefolgt von seinem Landsmann Rohndell Goodwin (14,4 Punkte/Spiel). Anschließend stellten die Eisbären in Hinblick auf das Spieljahr 2019/20 vorsorglich Lizenzanträge für die Bundesliga und die 2. Bundesliga ProA. Der Aufstieg wurde aber wegen der Unsicherheiten angesichts der COVID-19-Pandemie und zwecks weiterer Konsolidierung in der zweiten Liga nicht wahrgenommen. Im Sommer 2020 wurde Ruttmann alleiniger Geschäftsführer, nachdem sich Stellvertreter Bergmann zurückgezogen hatte. Wolfgang Grube und Bergmann gaben ebenfalls zu dieser Zeit bekannt, als Gesellschafter aus der Eisbären-Betreibergesellschaft auszusteigen. Im Dezember 2021 wurde der Spielbetrieb der Mannschaft von der Eisbären Bremerhaven Marketing GmbH auf die neue Eisbären Basketball Bremerhaven GmbH übertragen, die im Mai 2021 gegründet worden war.
Ende Februar 2022 wurde Trainer Mai entlassen, die Mannschaft stand zu dem Zeitpunkt auf dem zehnten Tabellenplatz. Laut Eisbären-Führung war das Erreichen des Saisonziels in Gefahr. Assistenztrainer Allen Ray Smith wurde vorerst Mais Nachfolger. Smith führte die Eisbären in den verbliebenen Hauptrundenspielen zu sechs Siegen und zwei Niederlagen. Im Viertelfinale schied die Mannschaft gegen Tübingen aus. In der Sommerpause 2022 wurde Steven Key als neuer Cheftrainer verpflichtet. Wie in der Vorsaison erreichte man das Viertelfinale, wieder scheiterte man dort an Tübingen. In der Saison 2023/24 stand zum Saisonende nur der zehnte Tabellenplatz zu Buche, weshalb Bremerhaven erstmals seit dem Abstieg die Playoffs verpasste. Anschließend wurde ein Trainerwechsel vorgenommen: Steven Esterkamp kam anstelle von Key. Auch in der Geschäftsführung gab es nach dem Ende der Saison 2023/24 eine Veränderung, da Ruttmann nach zehnjähriger Amtszeit auf eigenen Wunsch ausschied. Nachfolger Ruttmanns wurde Johannes Marggraf. Im August 2025 vermeldeten die Eisbären Max Melching als neuen Geschäftsführer mit Dienstantritt im Oktober 2025.

## Erfolge
- 1999: Aufstieg in die 2. Bundesliga[62]
- 2005: Aufstieg in die 1. Bundesliga
- 2006: Einzug in das Playoff-Halbfinale (4. Platz nach der Hauptrunde)
- 2007: Erreichen der Pokalendrunde in Hamburg (4. Platz)
- 2007: Einzug in das Playoff-Viertelfinale (4. Platz nach der Hauptrunde)
- 2008: Erreichen der Pokalendrunde in Hamburg (3. Platz)
- 2008: Einzug in das Playoff-Viertelfinale (8. Platz nach der Hauptrunde)
- 2010: Erreichen der Pokalendrunde in Frankfurt (3. Platz)
- 2010: Einzug in das Playoff-Halbfinale (6. Platz nach der Hauptrunde)
- 2011: Einzug in das Playoff-Viertelfinale (8. Platz nach der Hauptrunde)
- 2020: Vizemeister in der 2. Bundesliga ProA (Aufstiegsverzicht)

## Trainerchronik
| Trainerchronik    |                           |
| Amtszeit          | Trainer                   |
| 1997 – 12/2000    | Bernie Miller             |
| 12/2000 – 01/2001 | Thomas Lahrs/Viktor Frick |
| 01/2001 – 01/2009 | Šarūnas Sakalauskas       |
| 01/2009 – 05/2009 | Algirdas Milonas          |
| 2009–2013         | Douglas Spradley          |
| 05/2013 – 02/2015 | Calvin Oldham             |
| 02/2015 – 11/2015 | Muli Katzurin             |
| 11/2015 – 03/2016 | Chris Harris              |
| 03/2016 – 12/2017 | Sebastian Machowski       |
| 12/2017 – 12/2018 | Arne Woltmann             |
| 12/2018 – 02/2019 | Dan Panaggio              |
| 02/2019 – 02/2022 | Michael Mai               |
| 02/2022 – 04/2022 | Allen Ray Smith           |
| 06/2022–05/2024   | Steven Key                |
| seit 05/2024      | Steven Esterkamp          |

## Kader
| Spieler | Spieler            | Spieler           | Spieler    | Spieler | Spieler | Spieler               |
| Nr.     | Nat.               | Name              | Geburt     | Größe   | Info    | Letzter Verein        |
| ------- | ------------------ | ----------------- | ---------- | ------- | ------- | --------------------- |
|         |                    | Guards (PG, SG)   |            |         |         |                       |
| 2       | Vereinigte Staaten | Joshua Braun      | 02.04.1989 | 196     |         | Kalamunda E.S.        |
| 3       | Vereinigte Staaten | Kasey Hill        | 03.12.1993 | 187     |         | APOEL Nikosia         |
| 6       | Deutschland        | Anthony Canty     | 12.02.1991 | 183     |         | Hamburg Towers        |
| 7       | Deutschland        | Adrian Breitlauch | 14.09.1993 | 193     |         | SC Itzehoe Eagles     |
| 8       | Deutschland        | Ceyhan Pfeil      | 23.02.1991 | 189     |         |                       |
| 31      | Vereinigte Staaten | Rohndell Goodwin  | 23.05.1991 | 195     |         | Kirchheim Knights     |
|         |                    | Forwards (SF, PF) |            |         |         |                       |
| 33      | Deutschland        | Sid-Marlon Theis  | 26.04.1993 | 205     |         | Science City Jena     |
| 44      | Vereinigte Staaten | Will Vorhees      | 18.12.1995 | 203     |         | Notre Dame Falcons    |
|         |                    | Center (C)        |            |         |         |                       |
| 5       | Deutschland        | Moses Pölking     | 30.11.1997 | 206     |         | SSV Lokomotive Bernau |
| 9       | Deutschland        | Oliver Clay       | 28.08.1987 | 205     |         | Rostock Seawolves     |

| Trainer     | Trainer         | Trainer         |
| Nat.        | Name            | Position        |
| ----------- | --------------- | --------------- |
| /           | Allen Ray Smith | Cheftrainer     |
| Deutschland |                 | Co-Trainer      |
| Deutschland | Nils Ruttmann   | Geschäftsführer |

| Legende               | Legende                |
| Abk.                  | Bedeutung              |
| --------------------- | ---------------------- |
| NBBL                  | Doppellizenz           |
| A-Nat                 | Nationalspieler        |
|                       | längerfristig verletzt |
| Quellen               |                        |
| Teamhomepage          |                        |
| Ligahomepage          |                        |
| Stand: September 2019 |                        |

| Legende               | Legende                |
| Abk.                  | Bedeutung              |
| --------------------- | ---------------------- |
| NBBL                  | Doppellizenz           |
| A-Nat                 | Nationalspieler        |
|                       | längerfristig verletzt |
| Quellen               |                        |
| Teamhomepage          |                        |
| Ligahomepage          |                        |
| Stand: September 2019 |                        |

Wechsel zur Saison 2019/2020
Zugänge: Joshua Braun, Oliver Clay, Rohndell Goodwin, Kasey Hill, Ceyhan Pfeil, Moses Pölking, Sid-Marlon Theis, Will Vorhees
Abgänge: Keith Benson, Jordan Brangers, Kris Jenkins, Armani Moore, Darious Moten, Durell Summers, Elston Turner jr., Christopher Warren, Jan Niklas Wimberg

## Platzierungen
| Saison  | Liga                     | Platz | Sieg-Niederlagen | Punkte | Playoffs                          |
| ------- | ------------------------ | ----- | ---------------- | ------ | --------------------------------- |
| 1999/00 | Regionalliga             |       |                  |        | Aufstieg                          |
| 2000/01 | 2. Basketball-Bundesliga | 8/16  | 13-17            | 26:34  |                                   |
| 2001/02 | 2. Basketball-Bundesliga | 6/16  | 16-12            | 32:24  |                                   |
| 2002/03 | 2. Basketball-Bundesliga | 3/16  | 25-05            | 50:10  |                                   |
| 2003/04 | 2. Basketball-Bundesliga | 2/16  | 26-04            | 52:08  |                                   |
| 2004/05 | 2. Basketball-Bundesliga | 1/16  | 28-02            | 56:04  | Aufstieg                          |
| 2005/06 | Basketball-Bundesliga    | 4/16  | 19-11            | 38:22  | Halbfinale                        |
| 2006/07 | Basketball-Bundesliga    | 4/18  | 23-11            | 46:22  | Viertelfinale                     |
| 2007/08 | Basketball-Bundesliga    | 8/18  | 19-15            | 38:30  | Viertelfinale                     |
| 2008/09 | Basketball-Bundesliga    | 18/18 | 7-27             | 14:54  | Abstieg durch Wildcard verhindert |
| 2009/10 | Basketball-Bundesliga    | 6/18  | 21-13            | 42:26  | Halbfinale                        |
| 2010/11 | Basketball-Bundesliga    | 6/18  | 18-16            | 36:32  | Viertelfinale                     |
| 2011/12 | Basketball-Bundesliga    | 11/18 | 16-18            | 32:36  |                                   |
| 2012/13 | Basketball-Bundesliga    | 11/18 | 15-19            | 30:38  |                                   |
| 2013/14 | Basketball-Bundesliga    | 12/18 | 12-22            | 24:44  |                                   |
| 2014/15 | Basketball-Bundesliga    | 15/18 | 10-24            | 20:48  |                                   |
| 2015/16 | Basketball-Bundesliga    | 15/18 | 9-25             | 18:50  |                                   |
| 2016/17 | Basketball-Bundesliga    | 12/18 | 12-20            | 24:40  |                                   |
| 2017/18 | Basketball-Bundesliga    | 16/18 | 8-26             | 16:52  |                                   |
| 2018/19 | Basketball-Bundesliga    | 17/18 | 8-26             | 16:52  | Abstieg                           |
| 2019/20 | 2. Bundesliga ProA       | 02/17 | 20-7             | 40:14  | Saisonabbruch                     |
| 2020/21 | 2. Bundesliga ProA       | 03/15 | 19-8             | 38:16  | 2. Gruppenphase: 3. Platz         |
| 2021/22 | 2. Bundesliga ProA       | 08/17 | 18-14            | 36:28  | Viertelfinale                     |
| 2022/23 | 2. Bundesliga ProA       | 07/18 | 19-15            | 38:30  | Viertelfinale                     |
| 2023/24 | 2. Bundesliga ProA       | 10/18 | 17-17            | 34:34  |                                   |
| 2024/25 | 2. Bundesliga ProA       | 4/18  | 23-11            | 46:22  | Viertelfinale                     |

## Sonstiges

### Halle
Die Eisbären spielen in der Stadthalle Bremerhaven, die für Basketballspiele eine Kapazität von 3.950 Plätzen hat. In der ersten BBL-Saison zogen die Bremerhavener für das Pokalspiel gegen ALBA Berlin in der Stadthalle Bremen, wo schließlich 5.320 Zuschauer Platz nahmen. In der Saison 2006/07 zogen sie erneut in die ca. 10.000 Plätze fassende Stadthalle Bremen um, wo sie gegen die EWE Baskets Oldenburg spielten. Dabei wurde mit 9.330 Zuschauern ein Zuschauerrekord im Land Bremen aufgestellt, zugleich auch ein Zuschauerrekord der gesamten BBL-Saison. Am 10. Dezember 2011 verfolgten 9.780 Zuschauer in der Bremer Stadthalle das Spiel gegen Bayern München.

### Cheerleader
Das Cheerleader-Team der Eisbären Bremerhaven gibt es seit der Saison 2003/04. Es besteht aus 21 jungen Frauen zwischen 17 und 21 Jahren.

### Maskottchen
Das Maskottchen der Eisbären ist ein Eisbär mit dem Namen „Dunky“.